# DR T 38 3255
Die T 38 3255 war eine zu Versuchszwecken umgebaute Dampflokomotive. Sie entstand aus einer 1921 in Dienst gestellten preußischen P 8 mit der Bahnnummer Elberfeld 2607, die später gemäß dem Baureihenschema der Deutschen Reichsbahn zur 38 3255 wurde. Sie erhielt einen Tender mit zusätzlichem Turbinenantrieb.

## Entwicklung
In den Jahren nach 1920 suchte die Deutsche Reichsbahn nach Möglichkeiten, die Wirtschaftlichkeit ihrer Dampflokomotiven zu verbessern. Versuchsweise wurden hierfür auch zwei Dampfturbinenlokomotiven gebaut, die als T 18 1001 und T 18 1002 in Dienst gestellt wurden. Es sollte die Anwendbarkeit einer vollständigen Dampfexpansion in Turbinen  geprüft werden, um Kohle einzusparen. Henschel & Sohn hingegen schlug vor, eine herkömmliche Dampflokomotive mit einem zusätzlichen Turbinenantrieb und einem Kondensator im Tender auszurüsten. Damit sollte der Abdampf bis hin zum Normaldruck ausgenutzt werden. Dies wurde von der Reichsbahn aufgegriffen und so erhielt Henschel den Auftrag zum Umbau der selbst hergestellten 38 3255.

## Technische Änderungen

### Lokomotive
Das Blasrohr entfiel, weil der Abdampf nun in der Turbine weiter genutzt werden sollte. Daher bekam die Lokomotive eine Turbine in der Rauchkammer, die mit Hilfe eines Ventilators das Feuer anfachte. Lediglich ein Hilfsblasrohr diente zur Feueranfachung bei Stillstand. Weil Turbine und Ventilator mehr Platz benötigten, wurde die Rauchkammertür um 200 mm verlängert und kegelig ausgeführt. Auch wurde der Oberflächenvorwärmer quer zur Fahrtrichtung vor dem Schornstein auf dem Kesselscheitel angeordnet. Zusammen mit der Abdampfleitung zum Triebtender, die unter dem Umlauf angebracht war, hielten sich so die Umbauten an der Lok in Grenzen.

### Tender
Der Tender 1B2' T16 war eine Neukonstruktion der Fa. Henschel. Seine beiden Treibachsen waren zusammen mit der vorderen Laufachse fest im Rahmen angeordnet. Die beiden hinteren Laufachsen waren in einem Einheitsdrehgestell angebracht. Damit hatten Lok und Tender die Achsfolge 2'C+1B2'. Der Abdampf wurde in einer dreistufigen Dampfturbine der Bauart Zoelly weiter genutzt. Die Turbine war quer eingebaut und arbeitete mit einem Untersetzungsgetriebe auf eine Blindwelle, die vor der ersten Treibachse angeordnet war. Der weitere Antrieb erfolgte mit Treibstangen auf die beiden Treibradsätze. Anfangs besaß der Tender eine Turbine für die Rückwärtsfahrt, die aber später ausgebaut wurde, weil sie, bei Vorwärtsfahrt leer mitlaufend, den Wirkungsgrad verschlechterte. Rückwärts wurde danach wieder nur mit der Dampfmaschine der Lokomotive gefahren.
Da bei der Kondensation von Dampf zu Wasser Unterdruck entsteht, wurde der Abdampf der Turbine nun über Kondensatoren geleitet. Diese bestanden aus parallel durchflossenen Messingrohren, die mit Kühlwasser berieselt und mit Kühlluft umströmt wurden. Das so zurückgewonnene Speisewasser wurde entölt und wieder im Vorratsbehälter gesammelt, um erneut zur Dampferzeugung genutzt zu werden. Zum Erzeugen der Kühlluft waren oben auf dem Tender mittig drei Ventilatoren angeordnet, die ebenfalls mit Dampfturbinen angetrieben wurden.

## Einsatzgeschichte
Die ersten Probefahrten fanden am 22. November 1927 zwischen Kassel und Marburg (Lahn) sowie im Dezember zwischen Kassel und Nordhausen statt. Danach wurde die Lok bei Henschel umgebaut. Weitere Erprobungen fanden von Januar bis Mai 1929 auf der Strecke zwischen Potsdam und Burg (bei Magdeburg) statt. Die Versuche wurden mit einer Bremslokomotive, aber auch vor einem Zug mit 600 t gefahren. Dabei stellte man fest, dass der Kesselwirkungsgrad sich gegenüber einer P 8 in Normalausführung verschlechtert hatte. Schließlich wurde die T 38 3255 am 11. Mai 1929 von der Reichsbahn abgenommen.
Eigens um einen Vergleich herstellen zu können, wurden von 4. Januar bis 4. April 1929 auf derselben Strecke Versuche mit der 38 1541 gefahren. Dabei erwies sich der gleichmäßige Saugzug durch die Turbine gegenüber dem stoßweise arbeitenden Saugzug eines Blasrohrs als Nachteil. Die Dampfstöße aus den Zylindern, und damit die vom Blasrohr weitergegebenen Druckunterschiede lockerten das Feuerbett auf. Auch erforderte die Turbine einige Übung bei ihrer Bedienung.
Nach Ausbau der Rückwärtsturbine im Tender und einigen Änderungen bei den Dampfleitungen wurden von 14. Juli bis 26. August 1931 weitere Versuche gefahren. Dabei wurden eine Mehrleistung von 8,1 % sowie ein geringerer Kohlenverbrauch von 7,2 % gegenüber den Versuchsfahrten von 1929 festgestellt. Im Vergleich zur 38 1541 wurde eine Mehrleistung von 48 % erzielt. Jedoch war bei niedriger Geschwindigkeit kein Leistungsgewinn zu verzeichnen, weil die zusätzlichen Hilfsaggregate wie die Saugzugturbine und die Ventilatoren zur Kondensation ebenfalls mit Dampf versorgt werden mussten und mit ihrem Gewicht ihren Anteil an der Leistung der Lokomotive forderten. Als Fazit stellte man fest, dass mit Hilfe des Triebtenders die Leistung gesteigert werden konnte, dies sich jedoch im Hinblick auf den Aufwand nicht rechnete. Der Triebtender ging daher nie in Serie.
Die Lokomotive war bis 1936 abwechselnd beim RAW Kassel und in Berlin-Grunewald stationiert, um Versuche zu fahren. Danach war sie bis 1937 dem BW Kassel zugeteilt. 1932 wurde sie auch in Dienstplänen der größeren DR-Baureihe 39 eingesetzt. Allerdings häuften sich die Schäden am angetriebenen Tender, so dass man die Lok 1937 in Normalausführung zurückbaute. Der Tender wurde verschrottet. Die Lok versah nun als gewöhnliche BR 38 ihren Dienst bis 1959. Bei der DB hatte sie die Nummer 38 3255 und war zuletzt in Minden stationiert.